# 分配律
分配律（distributive property）是二元运算的一个性质，它起源于基本代数运算，同时部分抽象代数运算亦符合该定律

## 定義
設{\displaystyle *}及{\displaystyle +}是定义在集合{\displaystyle S}上的兩個二元運算，我們說
- {\displaystyle *}对于{\displaystyle +}满足左分配律，如果：

{\displaystyle \forall x,y,z\in S,x*(y+z)=(x*y)+(x*z)};
- {\displaystyle *}对于{\displaystyle +}满足右分配律，如果：

{\displaystyle \forall x,y,z\in S,(y+z)*x=(y*x)+(z*x)};
- 如果{\displaystyle *}对于{\displaystyle +}同時满足左分配律和右分配律，那么我們說{\displaystyle *}对于{\displaystyle +}满足分配律。

如果{\displaystyle *}满足交换律，那么以上三条语句在邏輯上是等价的。

## 例子
- 包括实数，自然数、複數和基数中的乘法都对加法满足分配律。
- 实数及複數中的除法都对加法满足右分配律，但不滿足左分配律。
- 序数的乘法对加法只满足左分配律，不满足右分配律。
- 矩阵乘法对矩阵加法满足分配律（但不满足交换律）。
- 集合的并集对交集满足分配律，交集对并集也满足分配律。另外，交集对对称差也满足分配律。
- 逻辑析取对逻辑合取满足分配律，逻辑合取对逻辑析取也满足分配律。另外，逻辑合取对逻辑异或也满足分配律。
- 对于实数（或任何全序集合），最大值对最小值满足分配律，反之亦然：

{\displaystyle \operatorname {max} (a,\operatorname {min} (b,c))=\operatorname {min} (\operatorname {max} (a,b),\operatorname {max} (a,c))}
{\displaystyle \operatorname {min} (a,\operatorname {max} (b,c))=\operatorname {max} (\operatorname {min} (a,b),\operatorname {min} (a,c))}。
- 对于整数，最大公因子对最小公倍数满足分配律，反之亦然：

{\displaystyle \operatorname {gcd} (a,\operatorname {lcm} (b,c))=\operatorname {lcm} (\operatorname {gcd} (a,b),\operatorname {gcd} (a,c))}
{\displaystyle \operatorname {lcm} (a,\operatorname {gcd} (b,c))=\operatorname {gcd} (\operatorname {lcm} (a,b),\operatorname {lcm} (a,c))}。
- 对于实数，加法对最大值满足分配律，对最小值也满足分配律：

{\displaystyle a+\operatorname {max} (b,c)=\operatorname {max} (a+b,a+c)}
{\displaystyle a+\operatorname {min} (b,c)=\operatorname {min} (a+b,a+c)}。

## 环的分配律
分配律在环和分配格中很常见。
一个环有两个二元运算（通常称为{\displaystyle +}和{\displaystyle *}），其中一个要求是{\displaystyle *}必须对{\displaystyle +}满足分配律。
格是另外一种具有两个二元运算{\displaystyle \wedge }和{\displaystyle \vee }的代数结构。如果这两个运算中的任何一个（例如{\displaystyle \wedge }）对另外一个（{\displaystyle \vee }）满足分配律，则{\displaystyle \vee }对{\displaystyle \wedge }也一定满足分配律，这时这个格便称为分配格。